# Іпора (мікрорегіон)
Іпора (порт. Microrregião de Iporá) — мікрорегіон в Бразилії, входить в штат Гояс. Складова частина мезорегіону Центр штату Гояс. Населення становить 62 202 чоловік на 2006 рік. Займає площу 7072,353 км². Густота населення — 8,8 чол./км².

## Склад мікрорегіону
До складу мікрорегіону включені наступні муніципалітети:
1. Аморінополіс
2. Кашуейра-ді-Гояс
3. Коррегу-ду-Ору
4. Фазенда-Нова
5. Іпора
6. Ізраеландія
7. Іволандія
8. Жаупасі
9. Мойпора
10. Нову-Бразіл

| Бразилія | Це незавершена стаття з географії Бразилії. Ви можете допомогти проєкту, виправивши або дописавши її. |